# Mjöträsk (sjö i Finland)
Mjöträsk eller Mjöträsket är en sjö i Finland. Den ligger i kommunen Korsholm i landskapet Österbotten, i den västra delen av landet, 400 km nordväst om huvudstaden Helsingfors. Mjöträsk ligger 16 meter över havet. Arean är 2 hektar och strandlinjen är 0,81 kilometer lång. Sjön  ingår i Bottenhavets kustområde. 